# 이강호 (1967년)
이강호(李康豪, 1967년 4월 8일~)은 대한민국의 정치인으로 더불어민주당 소속이다. 제12대 인천광역시 남동구청장(민선 7기, 2018~2022)이다.
2018년 6월 제7회 전국동시지방선거에서 인천광역시 남동구청장에 당선되었다.

## 학력
- 전북대학교 사범대학 부설고등학교
- 전주대학교 무역학 학사
- 인천대학교 행정대학원 사회복지학 석사

## 경력
- 2006.07~2010.06: 제5대 인천광역시 남동구의회 의원(초선, 다 선거구)
- 2010.07~2014.06: 제6대 인천광역시의회 의원(초선, 남동구 제2선거구)
- 2014.07~2018.03: 제7대 인천광역시의회 의원(재선, 남동구 제3선거구)
  - 2016.07~2018.03: 제7대 인천광역시의회 후반기 부의장
- 2018.07~2022.06: 제12대 민선 7기 인천광역시 남동구청장(초선)[1][2]

## 역대 선거 결과
|  | 17.08% |

|  | 57.06% |

|  | 50.79% |

|  | 50.13% |